# Tê tê đuôi dài
Tê tê đuôi dài (danh pháp khoa học: Manis tetradactyla) - còn gọi là Tê tê bụng đen hoặc IPI - là một loài tê tê sống trên cây thuộc họ Manidae, bộ Pholidota.

## mô tả

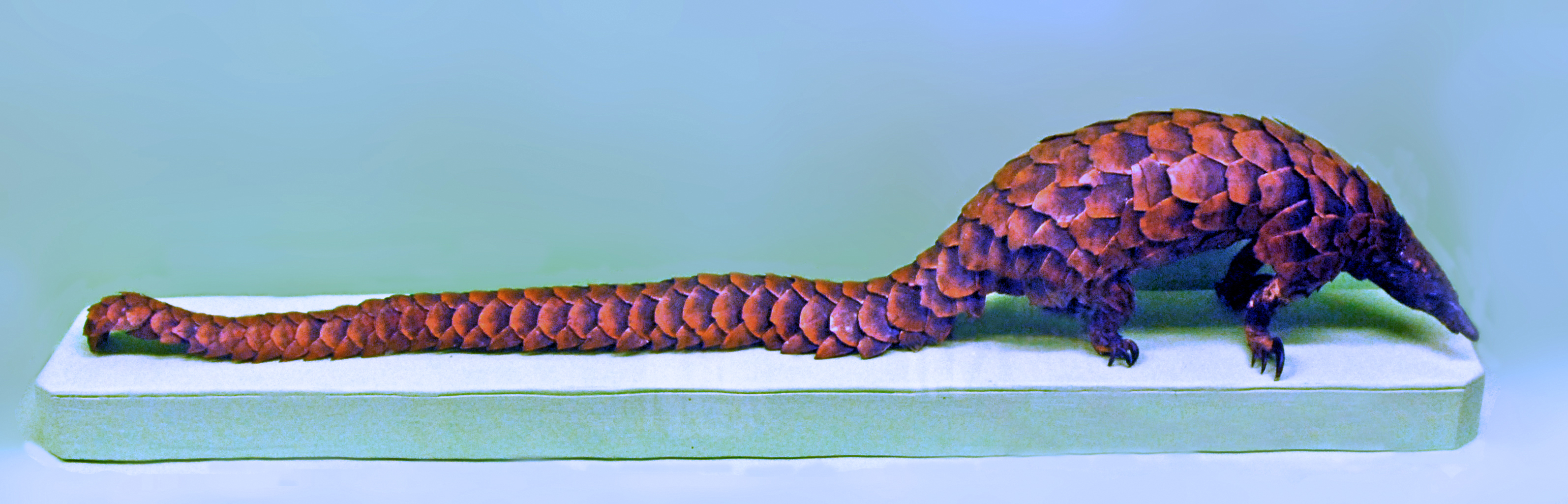
Manis tetradactyla và chiếc đuôi dài

Tê tê đuôi dài có đặc điểm là chiếc đuôi rất dài (vì thế tạo nên tên gọi phổ biến của nó), đạt độ dài khoảng 60–70 cm. Cơ thể con vật có thể đạt chiều dài 30–40 cm và trọng lượng 2–3 kg.
Ngay cả với đuôi dài thì tê tê đuôi dài vẫn là loài tê tê nhỏ nhất. Tương tự những loài tê tê khác, cơ thể tê tê đuôi dài được bao phủ bởi một lớp vảy chồng chéo, trong trường hợp này là một lớp vảy màu nâu sẫm với một vành sáng hơn và được dùng như là phương tiện ngụy trang. Bàn chân tê tê có móng vuốt lớn. Chóp đuôi trần và được sử dụng cho việc nắm. Đầu được cấu tạo rất đơn giản và không có răng, trong khi lưỡi rất dài. Bụng được bao phủ trong lông đen thay vì vảy. Tê tê này là một loài ăn côn trùng đêm.

## Phân bố và môi trường sống
Loài này có nguồn gốc từ các khu rừng vùng hạ Sahara của châu Phi, chủ yếu là rừng mưa. Phạm vi phân bố đang lan rộng từ Senegal đến Uganda và phía đến Angola ở phía tây.
|  |